# Mohamed Bouhalla (football)
Mohamed Bouhalla , né le 29 septembre 1954 à Chlef, est un footballeur algérien, qui évoluait au poste d'attaquant, mort le 29 octobre 2024,,.

## Biographie
Né le 29 septembre 1954, en plein centre de la ville de Chlef, Bouhella Mohamed a fait des débuts dans les terrains vagues situés à la cité des 500 logements, les «Sapins», à proximité de l?actuelle radio régionale, et «Chara», à Bocca Sahnoun. Son père Maïza (que Dieu ait son âme), ancien joueur du GSO des années 1940 et 1950, devenu plus tard dirigeant, lui conseilla vivement dintégrer lASO. Message reçu cinq sur cinq. En 1967, il signa sa première licence au sein de ce club en minimes, avant de passer par les autres catégories de jeunes, à savoir cadets et juniors. Lors de la saison 1970-1971, il changea d?association pour opter pour l?équipe de la wilaya, dont le sigle était lASWE. Durant cette période, Meksi faisait les beaux jours de lOFLA, alors que Bensaâda et Abedi évoluaient à lASPTT de Chlef,.
Les dirigeants de lépoque, Belkacem Houari et Djazouli, ont eu linsigne honneur de découvrir en ces joueurs ce talent tant recherché. Sans perdre de temps, ils les contactèrent pour les intégrer dans léquipe phare de la région. «Nous avons répondu immédiatement à lappel sans poser de condition. Pour nous, cest un honneur de défendre les couleurs de ce club que nous chérissons énormément», dira Bouhella Mhamed, lequel ne tarda pas, tout en étant junior lors de la saison 1971-1972.Après avoir disputé un match seulement contre léquipe de la santé dAlger au stade Maâmar Sahli, en ouverture du match seniors, il attira lattention de lentraîneur de léquipe fanion, Maâzouza Abdelkader, linoubliable footballeur qui décida de lintégrer en équipe seniors et qui, réellement, fut à lorigine de léclosion de plusieurs jeunes du club, dont Meksi qui fut découvert par la presse lors dune rencontre de coupe dAlgérie face au RC Relizane. Dailleurs, ce jour-là, lASO sest aisément qualifiée.Pour en revenir à Bouhella, il faut préciser quil fut convoqué pour son premier match contre lUSM Harrach. Il rentra à un quart dheure de la fin de la rencontre et inscrivit un fort joli but. «Malheureusement, nous avons été défaits sur le score de 2 buts à 1», soulignera Bouhella, lequel, grâce à ses énormes potentialités, devint à compter de ce jour un titulaire indiscutable en équipe senior malgré une rude concurrence.Bouhella Mhamed, qui a évolué au poste davant-centre, a inscrit un nombre incalculable de buts. «Pratiquement, jarrivais à inscrire au moins un but par match. Il existait entre Meksi et moi une excellente entente. Ses services très précis mont énormément aidé», reconnaît Bouhella. Malgré des offres alléchantes émanant de plusieurs clubs, lex-avant-centre, qui a marqué de son empreinte son passage à lASO, resta fidèle à ce club cher à tous les Chélifiens jusquen 1984. Mais comble de malchance, cette année-là, il contracta une méchante blessure qui la contraint à ranger les crampons et à prendre ainsi sa retraite de footballeur, soit dix-sept ans de bons et loyaux services,.
sélectionné en équipe nationale olympique aux Jeux de Moscou de 1980 sous la conduite de Mahieddine Khalef.

### Distinctions personnelles
- Meilleur buteur du Champion d'Algérie en 1980 (17 buts) avec le ASO Chlef